# Brazylia na Letnich Igrzyskach Olimpijskich 1996
Brazylię na Letnich Igrzyskach Olimpijskich 1996 reprezentowało 221 zawodników, 156 mężczyzn i 65 kobiet.

## Zdobyte medale
| Medal  | Zawodnik | Dyscyplina    | Konkurencja           |
| ------ | --- | ------------- | --------------------- |
| Złoto  | Jackie Silva Sandra Pires | Siatkówka     | siatkówka plażowa     |
| Złoto  | Robert Scheidt | Żeglarstwo    | Klasa Laser           |
| Złoto  | Torben Grael Marcelo Ferreira | Żeglarstwo    | Klasa Star            |
| Srebro | Mônica Rodrigues Adriana Samuel | Siatkówka     | siatkówka plażowa     |
| Srebro | Gustavo Borges | Pływanie      | 200 m stylem dowolnym |
| Srebro | Hortência Marcari Oliva Maria Angelica Adriana Aparecida Santos Leila Sobral Maria Paula Silva Janeth Arcain Roseli Gustavo Marta Sobral Silvinha Alessandra Oliveira Cintia Santos Claudia Maria Pastor | Koszykówka    | turniej kobiet        |
| Brąz   | Xuxa Scherer | Pływanie      | 50 m stylem dowolnym  |
| Brąz   | Gustavo Borges | Pływanie      | 100 m stylem dowolnym |
| Brąz   | Dida Danrlei Zé Maria Aldair Ronaldo Guiaro Flávio Conceição Roberto Carlos Bebeto Amaral Juninho Paulista Rivaldo Sávio Narciso dos Santos André Zé Elias Marcelinho Paulista Luizão Ronaldo            | Piłka nożna   | turniej mężczyzn      |
| Brąz   | Ana Moser Ana Ida Alvares Ana Paula Connelly Leila Barros Hilma Caldeira Virna Dias Marcia Fu Cunha Ericleia Bodzak Ana Flavia Sanglard Fernanda Venturini Helia Souza "Fofão" Sandra Suruagy            | Siatkówka     | turniej kobiet        |
| Brąz   | Henrique Guimarães | Judo          | waga półlekka         |
| Brąz   | Aurélio Miguel | Judo          | waga półciężka        |
| Brąz   | Rodrigo Pessoa Doda Luiz Felipe de Azevedo André Johannpeter | Jeździectwo   | skoki drużynowo       |
| Brąz   | Arnaldo da Silva Róbson da Silva Édson Ribeiro André da Silva | Lekkoatletyka | sztafeta 4 × 100 m    |
| Brąz   | Lars Grael Kiko Pellicano | Żeglarstwo    | Klasa Tornado         |